# Klaviersonate Nr. 12 (Beethoven)
Die Sonate Nr. 12 in As-Dur ist eine Klaviersonate von Ludwig van Beethoven. Komponiert zwischen 1800 und 1801 ist sie in Beethovens Gesamtwerk als Opus 26 eingetragen. Widmungsempfänger ist der Fürst Karl von Lichnowsky, dem Beethoven viele seiner Werke zueignete. Aus musikalischer Sicht markiert die Sonate einen konzeptionellen Umbruch in Beethovens Klavierwerk. Standen die vorhergehenden Sonaten noch ganz im Zeichen klassischen Aufbaus, so schließen sich nun mit dieser und den zwei darauffolgenden Sonaten drei sehr experimentelle Klavierwerke an, in denen Beethoven formale Prinzipien des klassischen Sonatenaufbaus verwirft und mit noch nie Dagewesenem überrascht.

## Entstehungsgeschichte
Erste Pläne für die Komposition in Form von Skizzen sind aus den Jahren 1795 und 1796 nachweisbar. Die endgültige Ausarbeitung der Sonate erfolgte jedoch erst in den Jahren 1800 und 1801 in einer der produktivsten Schaffensphasen Beethovens. Etwa zur gleichen Zeit vollendete Beethoven auch seine erste Sinfonie. Die Veröffentlichung des Werks erfolgte 1802 bei Giovanni Cappi in Wien als „Grande Sonate“. Bei der Sonate handelt es sich um das erste Werk dieser Gattung, dessen Autograph vollständig erhalten ist. Dieses befindet sich derzeit im Besitz der Jagiellonischen Bibliothek Krakau. Gewidmet ist die Sonate dem für Beethoven wichtigen Mäzen Fürst Karl von Lichnowsky, der Beethoven über Jahre hinweg bedeutende finanzielle Unterstützung gab. Schon zu Beethovens Lebzeiten erfreute sich die Sonate frühzeitig großer Beliebtheit, da sie mit ihrer Anlage und ihrer musikalischen Aussage, den zeitgenössischen Geist traf. Dies zeigt sich zum Beispiel in der Anzahl der im Laufe der Zeit entstandenen Werkbearbeitungen. So wurde zum Beispiel der erste Satz 1830 als Eröffnungsnummer eines Balletts arrangiert. 1822 entstand eine Bearbeitung der Sonate für Streichquartett. Des Weiteren folgte ein Arrangement für zwei Gitarren und sogar eine Version für ein Männerterzett.

## Aufbau
- Erster Satz: Andante con variazioni, As-Dur, 3/8 Takt, 219 Takte
- Zweiter Satz: Scherzo: Allegro molto, As-Dur, 3/4 Takt, 96 Takte
- Dritter Satz: Maestoso andante (Marcia funebre sulla morte d’un eroe), as-Moll, 4/4 Takt, 75 Takte
- Vierter Satz: Allegro, As-Dur, 2/4 Takt, 169 Takte

### Erster Satz
Recht ungewöhnlich beginnt Beethoven die Sonate mit einem Variationssatz (wenngleich auch Mozart dies schon getan hatte, in seiner berühmten A-Dur-Sonate). Das Thema ist dreiteilig und kontrastiert getragene Achtel mit kleineren, punktierten Rhythmen und Verzierungen. In den folgenden fünf Variationen benutzt Beethoven sehr gegensätzliche Techniken – mal fügt er kleine Läufe hinzu, dann ertönt das Thema in alternierenden Akkorden, dann rhythmisch verschoben, einmal auch nach as-Moll transponiert und durch dissonante Vorhalte verzerrt und schließlich in der letzten Variation in Zweiunddreißigstelfiguren aufgelöst.

### Zweiter Satz
Das Scherzo ist Beethovens Ersatz für das bis dato übliche Menuetto. Ein typischer Beethovensatz voller Sforzandi und plötzlicher Wechsel insbesondere in der Dynamik.

### Dritter Satz
Dieser Satz ist ein kleines Geheimnis für sich. Ein Trauermarsch tritt nur an dieser Stelle in Beethovens Klavierschaffen auf, hinzu kommt noch, dass Beethoven ganz einmalig hier einen Zusatz der Satzüberschrift anfügt: „sulla morte d’un eroe“ (auf den Tod eines Helden). Ob dieser Held tatsächlich existierte (es sei der Vergleich zum Trauermarsch der Dritten Symphonie gewagt, die ursprünglich dem von Beethoven zeitweise verehrten Napoleon gewidmet war) oder ob sich dieser Marsch eher allgemein auf den Typus des „Helden“ bezog, der gerade erst durch die Französische Revolution populär geworden war, lässt sich nicht mehr eindeutig klären. Im Gegensatz zum dunklen und hochernsten Pathos des Trauermarschs in der 3. Sinfonie erscheint dieser Trauermarsch durchaus ein wenig „theaterhaft“, es ist mehr eine Art von gespielter oder dargestellter Trauer.
Entsprechend der Überschrift ist der Satz von punktierten Notenwerten geprägt, im Trio kann man dann vom Klavier imitierte Trommelwirbel und Fanfarenstöße ausmachen.

### Vierter Satz
Der Satz basiert auf einem Terz-Sexten-Wechsel in Sechzehntelketten. Er ist auffallend kurz (Friedrich Gulda benötigt in seiner Einspielung der Sonaten von 1967 weniger als 2½ Minuten) und kommt recht „etüdenhaft“ daher. Formal ist der Satz ein Rondo; jedoch, wie so oft bei Beethoven, finden sich auch hier Zeichen einer Auseinandersetzung mit der Sonatenhauptsatzform. Als Kontrast zum Trauermarsch geschrieben, ist dieser Satz heiter und kräftig. Pianissimo endet er in einem zufriedenen Murmeln.